# Una
Una este un oraș în statul Bahia (BA) din Brazilia.